# François de Vivonne
François de Vivonne, seigneur d'Ardelay et de La Châtaigneraye, est un gentilhomme français, né en 1520, mort à Saint-Germain-en-Laye le 11 juillet 1547.

## Biographie
Fils d'André de Vivonne, seigneur de Chastaigneraye, d'Ardelai et d'Anville, sénéchal de Poitou, chambellan du roi, gouverneur du comte d'Angoulême, et de Louise de Daillon, il avait pour parrain Francois Ier, et il fut élevé à la cour. C'était un jeune homme robuste, connu pour sa force physique et son adresse aux armes. Il participa pendant les guerres d'Italie au siège de Coni où il montra son courage et sa valeur militaire.
Ces qualités indéniables étaient ternies par son humeur extrêmement querelleuse et présomptueuse.
Il est surtout connu pour sa participation au duel judiciaire fameux l'opposant à Guy Chabot de Saint-Gelais, futur deuxième baron de Jarnac et connu sous le nom de « coup de Jarnac », dont il fut l'inattendu vaincu. Mortifié par sa défaite, il arracha ses pansements et mourut des suites de ce combat le 11 juillet 1547.
François Ier, digne appréciateur des hommes de guerre, disait : « Nous sommes quatre gentilshommes de Guyenne qui combattons contre tous « allants et venants » : moi, Sansac, Essé et Châtaigneraye, ».
Il avait pour épouse Philippa de Beaupoil, dame de La Force, fille de François de Beaupoil, seigneur de La Force, et de Philippa de Pellegrue, dame de Soumensac. Leur fille Diane de Vivonne épousera Nicolas de Grimouville.
Veuve, Philippa de Beaupoil se remarie avec  François de Caumont, seigneur de Castelnau, et sera la mère du maréchal Jacques Nompar de Caumont, 1er duc de La Force.